# Mentor (esclavo)

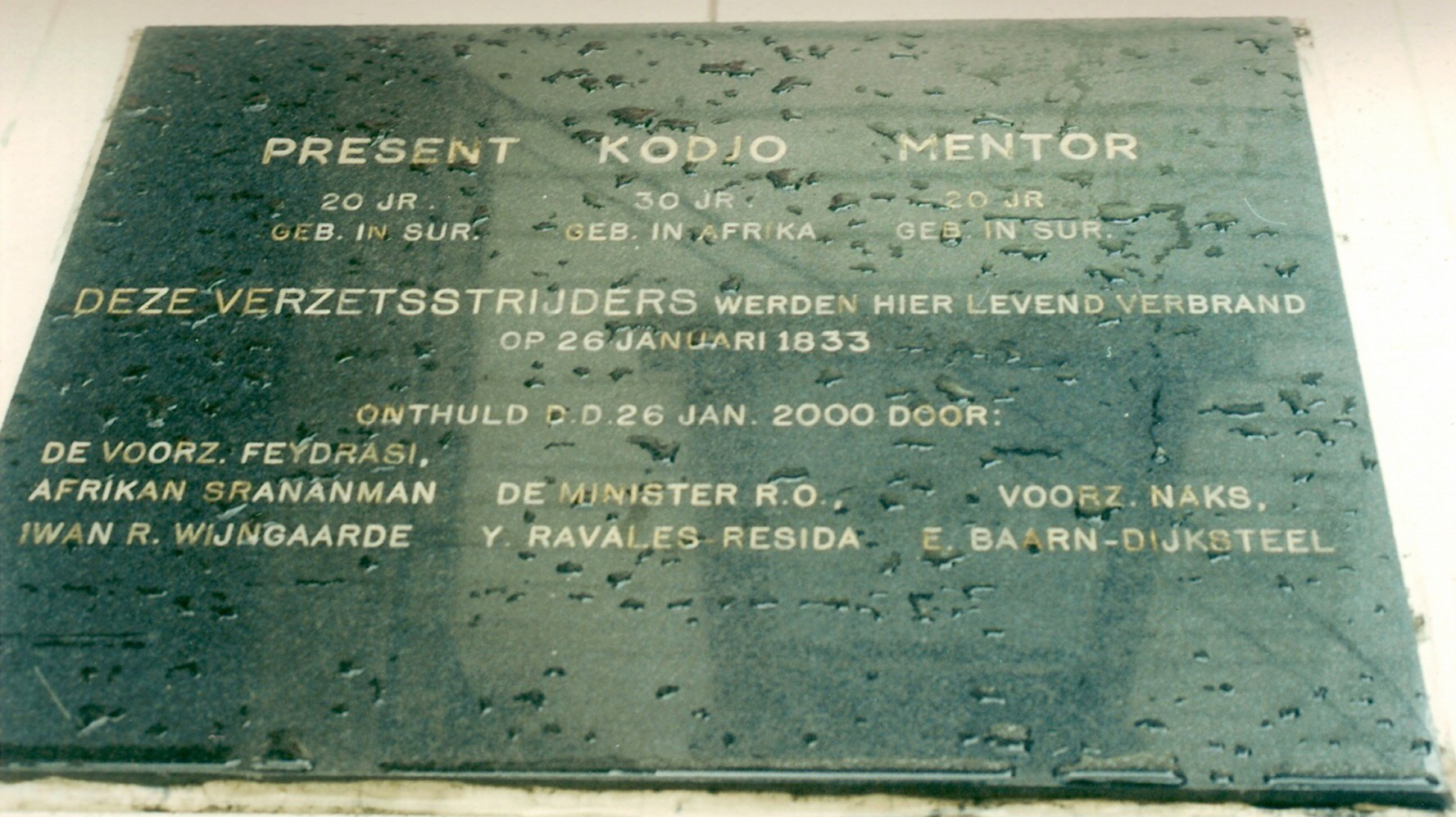
Placa conmemorativa en Paramaribo a los ejecutados Present, Kodjo y Mentor.

Mentor fue un esclavo nativo de Surinam. En 1832 a causa de las injusticias relacionadas con las penalidades excesivas y desproporcionadas que se les imponían aún en el caso de ofensas relativamente pequeñas, Mentor se escapó de su hogar y se escondió en "Picornobosch" en las afueras de Paramaribo. 
Desde allí junto con otros esclavos, se dedicaban a realizar robos menores en la ciudad para sobrevivir. El 3 de septiembre de 1832 comenzaron un incendio en un negocio de Monsanto, en la confusión se robaron bacalao y carne salada. A causa de fuertes vientos el incendio se extendió a otros edificios durante ese día y el día siguiente, y una gran parte de las construcciones de madera de la ciudad se vieron reducidas a cenizas. Mentor junto con otros esclavos llamados Kodjo y Present fueron identificados como los líderes principales, siendo condenados a tortura y morir empalados. La ejecución se realizó el 26 de enero de 1833 en la plaza, a finales del siglo XX la plaza pasó a ser denominada "Kodjo, Mentor y Present" .
Según Marten Douwes Teenstra, que visitó a los condenados en prisión dos días antes de la ejecución de la pena de muerte, Mentor tenía unos 20 años y había nacido en la región costera de Guinea. Era el mayor de los tres principales sospechosos, tenía un tatuaje azul encima de la nariz y en la frente y cicatrices en las nalgas causadas por castigos anteriores. 
Mentor fue propiedad de J.H. Wagner antes de huir y recibió el apodo de 'Felicidad'.